# Ла Виста (Небраска)
Ла Виста (енгл. La Vista) град је у америчкој савезној држави Небраска.

## Демографија
По попису из 2010. године број становника је 15.758, што је 4.059 (34,7%) становника више него 2000. године.
| Група             | 2000.          | 2010.          |
| Белци             | 10.334 (88,3%) | 13.181 (83,6%) |
| Афроамериканци    | 344 (2,9%)     | 617 (3,9%)     |
| Азијати           | 275 (2,4%)     | 512 (3,2%)     |
| Хиспаноамериканци | 485 (4,1%)     | 1.026 (6,5%)   |
| Укупно            | 11.699         | 15.758         |